# Custe o Que Custar (primeira temporada)
A primeira temporada do programa de televisão humoristico brasileiro Custe o Que Custar (CQC) foi produzida pela Eyeworks-Cuatro Cabezas e teve exibição pela Rede Bandeirantes a partir de 17 de março de 2008, tendo seu último programa exibido em 28 de dezembro, como uma retrospectiva de fatos que ocorreram no programa ao longo do ano.
Nesta temporada, o CQC contou em seu elenco fixo os apresentadores Marcelo Tas, Marco Luque e Rafinha Bastos, com reportagens de Danilo Gentili, Oscar Filho, Felipe Andreoli e Rafael Cortez. O humorista Warley Santana foi anunciado no final do ano, permanecendo até o fim da mesma com o quadro Assessor de Imagem.

## Antecedentes
Criado por Mario Pergolini e Diego Guebel, Caiga quien caiga foi transmitido pela primeira vez na Argentina pela El Trece em 1995. Com o sucesso, o formato passou a ser exportado pela produtora Cuatro Cabezas para outros países da América Latina e chegou ao Brasil no começo de 2008, quando Guebel entra na direção artística da Rede Bandeirantes.
Ainda no começo de 2008, a Band anunciou em um evento a sua nova grade de programação para março, em vias de aumentar a audiência do canal. O pacote de novas atrações incluía a estreia de um novo programa com Daniela Cicarelli, com exibição aos domingos (que posteriormente seria intitulado Quem Pode Mais?), e uma nova linha de shows para o horário nobre, que contavam com as produções nacionais do reality show All Your Need Is Love (produzido com o nome de É o Amor), da Endemol, e do programa humorístico argentino Caiga quien caiga, da então produtora Cuatro Cabezas. Para começar os trabalhos da edição brasileira do humorístico, Guebel e Pergolini inauguraram em fevereiro uma filial da produtora em São Paulo.
Após o anúncio, a equipe do programa teve pouco mais de um mês para escolher o elenco fixo. A maioria do elenco de humoristas foi escolhido durante seus espetáculos de stand-up, como Marco Luque, Danilo Gentili e Rafinha Bastos Oscar Filho foi descoberto por um produtor através de vídeos de suas apresentações de humor no YouTube.

## Exibição
Custe o Que Custar estreou em 17 de março de 2008, uma segunda-feira, às 22h15, ocupando o horário da telessérie britânica Mr. Bean. Sendo a primeira edição gravada, o programa teve como convidada especial a recém-contratada da emissora Daniela Cicarelli, que fez uma chamada especial para a estreia de seu programa Quem Pode Mais? no domingo seguinte. Os programas seguintes passaram a ser exibidos ao vivo. Desde a estreia, o programa também teve horário alternativo aos sábados, onde eram exibidos os melhores momentos da edição anterior.
No começo, o programa tinha o quadro Repórter Inexperiente, onde Danilo Gentili interpretava o papel de um profissional da imprensa que se atrapalhava na hora de entrevistar personalidades. O quadro ficou pouco tempo no ar devido ao seu sucesso, impedindo assim novas brincadeiras que Danilo fazia, pois não faziam mais efeito. Danilo, no entanto, continuou na atração.
Em agosto, o programa envia Felipe Andreoli para fazer a cobertura das Olimpíadas de Pequim. No dia 25 de agosto, o programa estreia o ator Warley Santana como oitavo integrante. Warley permaneceu no programa até o final da temporada.
Com 42 episódios, a temporada foi finalizada em 29 de dezembro de 2008. Em seu espaço, entrou no lugar o programa Band Verão.

### Em Foco
Em Foco é um programa de televisão criado como parte integrante do quadro Assessor de Imagem do CQC. Seu projeto inicial foi pensado para ser exibido somente na Rede 21, canal do Grupo Bandeirantes de Comunicação, mas o diretor Diego Barredo optou por adaptar o quadro ao humorístico. Exibido em setembro pelo canal parceiro, o programa de 30 minutos exibia trechos inéditos da edição original para o CQC.

## Elenco
| Integrante      | Função                                                             | Ref. |
| --------------- | ------------------------------------------------------------------ | ---- |
| Marcelo Tas     | Apresentador                                                       |      |
| Marco Luque     | Apresentador                                                       |      |
| Rafinha Bastos  | Apresentador e repórter do quadro Proteste Já.                     |      |
| Danilo Gentili  | Reportagens em geral e cobertura de assuntos políticos em Brasília |      |
| Oscar Filho     | Reportagens em geral                                               |      |
| Felipe Andreoli | Reportagens em geral e coberturas esportivas.                      |      |
| Rafael Cortez   | Reportagens em geral e o quadro CQTeste.                           |      |
| Warley Santana  | Apresentação do quadro Assessor de Imagem.                         |      |

## Repercussão
Com diversas comparações ao Pânico na TV em seu começo, o CQC foi bem recebido pela crítica especializada. Em matéria publicada em abril pela jornalista Laura Mattos, da Folha de S. Paulo, ela analisa o novo panorama do humor televisivo com a ascensão de novos formatos, como o 15 Minutos, da MTV Brasil, que tentam "se diferenciar do estilo criado pelo "Pânico"", completando que: "Na TV, eles estão buscando um humor mais elaborado e indireto, a fim de não cair no escracho cru do "Pânico". Ao final do ano, a Folha de S. Paulo colocou o CQC entre os destaques de 2008.

### Audiência
Sendo uma "aposta" da Band para conquistar maior audiência em sua linha de shows, sua estreia em 17 de março de 2008 registrou apenas dois pontos de audiência, ficando na quarta colocação. O índice foi considerado baixo comparado com o programa antecessor, que registrava três pontos. Na semana seguinte, subiu um ponto. No décimo primeiro programa, o CQC registrou a sua melhor marca, ficando pela primeira vez na terceira colocação com seis pontos de audiência, e máxima de oito pontos. Em junho, o programa estava registrando índices de quatro pontos de média, empatando com o Jornal da Band com a segunda maior audiência da emissora. Em 18 de agosto, o programa registrou sete pontos com máxima de 8, superando a marca conquistada no décimo programa. A temporada obteve média de 5 pontos.

### Prêmios e indicações
No final de 2008 o programa levou o prêmio da Associação Paulista dos Críticos de Arte (APCA) como o melhor programa humorístico do ano.
Em votação promovida pelo site UOL através do prêmio "Melhores do Ano de PopTevê", o CQC venceu a categoria "Melhor programa de TV". A vitória do programa quebrou uma sequência de vitórias consecutivas da série A Grande Família.
| Prêmio                             | Categoria                   | Indicação          | Resultado |
| ---------------------------------- | --------------------------- | ------------------ | --------- |
| Prêmio APCA                        | Melhor programa humorístico | Custe o Que Custar | Venceu    |
| Prêmio Contigo                     | Programa humorístico        | Custe o Que Custar | Venceu    |
| Prêmio About Mídia                 | —                           | Custe o Que Custar | Venceu    |
| Prêmio Arte Qualidade Brasil       | Programa humorístico        | Custe o Que Custar | Venceu    |
| Prêmio Tudo de Bom! (Jornal O Dia) | —                           | Custe o Que Custar | Venceu    |
| Prêmio Extra de Televisão          | Melhor humorístico          | Custe o Que Custar | Indicado  |

### Controvérsias
A primeira polêmica do programa foi a proibição dos integrantes do programa de fazerem reportagens no Congresso Nacional. Com isso, foi criada a campanha "CQC no Congresso" que colheu milhares de assinaturas para poder voltar a fazer matérias no local.
Rafael Cortez se envolveu em polêmica internacional no Festival Internacional de Cinema de Veneza em setembro. O repórter conseguiu invadir o tapete vermelho para tentar entrevistar as celebridades e acabou sendo detido pela polícia Italiana.